# Kup maršala Tita 1981./82.
Kup maršala Tita 1981./82., također poznat kao Kup Jugoslavije u nogometu 1981./82., bila je trideset i četvrta sezona Kupa Jugoslavije u nogometu nakon Drugog svjetskog rata.

U natjecanju je sudjelovalo tisuće timova: iz republičkih kupova plasirao se 14 momčadi koje su se pridružile 18 prvoligaškim klubovima u nacionalnom kupu kojim upravlja FSJ. Započeo je 7. listopada 1981., a završio 23. svibnja 1982.
Prošlosezonski branitelj naslova Velež nije uspio obraniti naslov jer je u prvom kolu ispao od drugoligaša Mogrena. Dinamo Zagreb i beogradska Crvena zvezda, koji su Prvu saveznu ligu 1981./82. završili kao pobjednici i drugoplasirani, izborili su finale. U dvomeču finala Crvena zvezda je osvojila svoj 10. naslov kupa nakon što je svladala Dinamo ukupnim rezultatom 6:4. Zvezdi je to bio prvi naslov u ovom natjecanju od sezone 1970./71.

Zahvaljujući uspjehu, Crvena zvezda ostvarila je plasman u Kup pobjednika kupova 1982./83.
Iznenađenje turnira bio je drugoligaški klub Galenika koji je uspio doći do polufinala, izbacivši pritom preostala dva kluba jugoslavenske "velike četvorke" (Partizan i splitski Hajduk). Potaknuta svojim golgeterom Slobodanom Santračem, Galenika je također imala uspješnu ligašku sezonu osvojivši Drugu saveznu ligu – Istok 1981./82. te je izborila plasman u Prvu saveznu ligu 1982./83.

## Sudionici
18 sudionika Prve savezne lige 1980./81. kvalificiralo se direktno. Ostalih 14 ekipa (u žutom) plasirale su se kroz republičke kupove.
U ovom izdanju sudjelovala je i Croatia Zürich, nogometni klub hrvatske iseljeničke zajednice iz Züricha u Švicarskoj. Kvalificirali su se pobijedivši Gostivar, pobjednika makedonskog republičkog kupa.
| rang          | Slovenija            | Hrvatska                                         | Bosna i Hercegovina                                     | Srbija               | Srbija                                                                   | Srbija         | Crna Gora      | Makedonija       |
| rang          | Slovenija            | Hrvatska                                         | Bosna i Hercegovina                                     | Vojvodina            | Središnja Srbija                                                         | Kosovo         | Crna Gora      | Makedonija       |
| ------------- | -------------------- | ------------------------------------------------ | ------------------------------------------------------- | -------------------- | ------------------------------------------------------------------------ | -------------- | -------------- | ---------------- |
| 1. rang       | - Olimpija Ljubljana | - Dinamo Zagreb - Hajduk Split - Rijeka - Zagreb | - Sarajevo - Sloboda Tuzla - Velež Mostar - Željezničar | - Vojvodina          | - OFK Beograd - Crvena zvezda - Partizan - Radnički Niš                  |                | - Budućnost    | - Vardar Skoplje |
| 2. rang       |                      | - Dinamo Vinkovci                                | - Borac Banja Luka                                      | - Proleter Zrenjanin | - Galenika Zemun - Napredak Kruševac - Rad Beograd - Radnički Kragujevac | - Priština     | - Mogren Budva |                  |
| 3. liga       | - Maribor            | - Istra Pula                                     | - Rudar Kakanj - Sloga Doboj                            | - Novi Sad           |                                                                          |                |                |                  |
| 4. rang       |                      | - Segesta Sisak                                  |                                                         |                      |                                                                          |                |                |                  |
| Izvan sustava | Croatia Zürich       | Croatia Zürich                                   | Croatia Zürich                                          | Croatia Zürich       | Croatia Zürich                                                           | Croatia Zürich | Croatia Zürich | Croatia Zürich   |

## Šesnaestina završnice
Utakmice odigrane 7. listopada 1981. 
| Domaći sastav           |   | Gostujući sastav        | Rezultat         | Strijelci                                                           |
| ----------------------- | - | ----------------------- | ---------------- | ------------------------------------------------------------------- |
| Rudar (Kakanj)          | – | Olimpija (Ljubljana)    | 1:1 (2:5 pen.)   | 0:1 M. Petrović, 1:1 Pojskić                                        |
| Sloga (Doboj)           | – | Radnički (Niš)          | 1:1 (5:3 pen.)   | 1:0 A. Saračević, 1:1 Vojinović                                     |
| Radnički (Kragujevac)   | – | OFK Beograd (Beograd)   | 1:1 (6:4 pen.)   | 1:0 M. Ljubenović, 1.1 Serpak                                       |
| NK Maribor (Maribor)    | – | Vardar (Skoplje)        | 0:0 (6:5 pen.)   |                                                                     |
| Partizan (Beograd)      | – | Galenika (Zemun)        | 0:2              | 0:1 Santrač, 0:2 Ljalja                                             |
| FK Sarajevo (Sarajevo)  | – | Proleter (Zrenjanin)    | 5:0              | 1:0 Pašić, 2:0 Pašić, 3:0 Musemić, 4:0 Smajić, 5:0 Pašić            |
| Segesta (Sisak)         | – | Dinamo (Zagreb)         | 0:4              | 0:1 Z. Panić (pen), 0:2 Bručić, 0:3 Z. Panić, 0:4 Deverić           |
| Istra (Pula)            | – | Vojvodina (Novi Sad)    | 1:3              | 0:1 Mićanović, 1:1 Radmanović, 1:2 Vujinović, 1:3 Novaković         |
| Napredak (Kruševac)     | – | Željezničar (Sarajevo)  | 1:1 (7:6 pen.)   | 1:0 D. Kostić (pen), 1:1 Lušić (pen)                                |
| Mogren (Budva)          | – | Velež (Mostar)          | 0:0 (12:11 pen.) |                                                                     |
| Dinamo (Vinkovci)       | – | Sloboda (Tuzla)         | 0:3              | 0:1 C. Milošević, 0:2 Smajlović, 0:3 Mehinović                      |
| RFK Novi Sad (Novi Sad) | – | Hajduk (Split)          | 1:1 (5:6 pen.)   | 1:0 Kurčubić, 1:1 Primorac                                          |
| Borac (Banja Luka)      | – | Crvena zvezda (Beograd) | 0:1              | Đorđić                                                              |
| NK Zagreb (Zagreb)      | – | Rad (Beograd)           | 0:1              | Vučinić                                                             |
| NK Rijeka (Rijeka)      | – | FK Priština (Priština)  | 2:0              | 1:0 Belić, 2:0 Tomić                                                |
| Budućnost (Titograd)    | – | Croatia (Zürich)        | 5:0              | 1:0 J. Miročević, 2:0 Batrović, 3:0 Bakrač, 4:0 Radonjić, 5:0 Pićan |

## Osmina završnice
Utakmice odigrane 7. studenog 1981.
| Domaći sastav           |   | Gostujući sastav       | Rezultat       | Strijelci                                               |
| ----------------------- | - | ---------------------- | -------------- | ------------------------------------------------------- |
| Vojvodina (Novi Sad)    | – | Budućnost (Titograd)   | 0:1            | Radonjić                                                |
| Olimpija (Ljubljana)    | – | NK Rijeka (Rijeka)     | 4:0            | 1:0 Rožič, 2:0 M. Petrović, 3:0 M. Petrović, 4:0 Perduv |
| Galenika (Zemun)        | – | NK Maribor (Maribor)   | 2:1            | 1:0 Gajin, 1:1 Žurman, 2:1 Santrač                      |
| Crvena zvezda (Beograd) | – | FK Sarajevo (Sarajevo) | 2:0            | 1:0 V. Petrović (pen), 2:0 V. Petrović                  |
| Dinamo (Zagreb)         | – | Sloga (Doboj)          | 2:0            | 1:0 Deverić, 2:0 Deverić                                |
| Rad (Beograd)           | – | Mogren (Budva)         | 0:0 (4:2 pen.) |                                                         |
| Sloboda (Tuzla)         | – | Radnički (Kragujevac)  | 1:1 (6:4 pen.) | 0:1 Palčić, 1:1 Verlašević                              |
| Hajduk (Split)          | – | Napredak (Kruševac)    | 3:1            | 1:0 Gudelj, 2:0 Šalov, 3:0 Gudelj, 3:1 Čop (pen)        |

## Četvrtzavršnica
Utakmice odigrane 18. studenoga 1981.
| Domaći sastav           |   | Gostujući sastav     | Rezultat       | Strijelci                                      |
| ----------------------- | - | -------------------- | -------------- | ---------------------------------------------- |
| Crvena zvezda (Beograd) | – | Olimpija (Ljubljana) | 3:0            | 1:0 R. Savić, 2:0 D. Savić, 3:0 D. Savić (pen) |
| Galenika (Zemun)        | – | Hajduk (Split)       | 2:1            | 0:1 Gudelj, 1:1 Santrač, 2:1 Brkić             |
| Sloboda (Tuzla)         | – | Budućnost (Titograd) | 0:0 (4:2 pen.) |                                                |
| Rad (Beograd)           | – | Dinamo (Zagreb)      | 0:2            | 0:1 Mlinarić, 0:2 E. Dragičević                |

## Poluzavršnica
Utakmice odigrane 21. travnja 1982. 
| Domaći sastav           |   | Gostujući sastav | Rezultat | Strijelci                                                               |
| ----------------------- | - | ---------------- | -------- | ----------------------------------------------------------------------- |
| Dinamo (Zagreb)         | – | Sloboda (Tuzla)  | 2:0      | 1:0 Cerin, 2:0 Kranjčar                                                 |
| Crvena zvezda (Beograd) | – | Galenika (Zemun) | 4:1      | 1:0 M. Đurovski, 2:0 V. Petrović, 2:1 Santrač, 3:1 D. Savić, 4:1 Šestić |

## Završnica
|               |   |               | 16. svibnja | 23. svibnja |
| ------------- | - | ------------- | ----------- | ----------- |
| Dinamo Zagreb | – | Crvena zvezda | 2:2         | 2:4         |

### Sažetak
Dinamo Zagreb i Crvena zvezda, dva kluba iz takozvane jugoslavenske "velike četvorke", stigli su do finala 1982. godine. Ta su dva kluba također dominirala u Prvoj saveznoj ligi 1981./82., pri čemu je Dinamo osvojio titulu prvaka samo dva tjedna prije prve utakmice finala kupa, a Crvena Zzezda završila je sezonu kao doprvak. Crvena zvezda je na kraju slavila u finalu s ukupnim 6:4.
Zvezdi je to bio 15. nastup u finalu Kupa Jugoslavije i prvi naslov kupa od 1970./71. Osvojila ga je momčad velikih klupskih zvijezda poput Vladimira Petrovića, Dušana Savića, Miloša Šestića i Milka Đurovskog, predvođena iskusnim trenerom Brankom Stanković.
Zagrebačkom Dinamu to je bio 11. nastup u finalu i prilika za osvajanje 7. naslova kupa. Momčad, koju je vodio Miroslav Blažević, na kraju nije uspjela osvojiti svoju prvu jugoslavensku duplu krunu, budući da su osvojili Prvu saveznu ligu 1981./82. s pet više od Crvene zvezde. U momčadi Dinama te su sezone igrale klupske legende poput Snješka Cerina, Velimira Zajeca, Zlatka Kranjčara, Marka Mlinarića i Stjepana Deverića.
Dinamo i Crvena zvezda prethodno su se tri puta susreli u finalu kupa, 1950., 1963./64. i 1979./80. Crvena zvezda je pobijedila u prva dva finala, dok je Dinamo osvojio kup u sezoni 1979./80. Prije nego što je natjecanje prestalo postojati usred raspada Jugoslavije početkom 1990-ih, dva kluba susrela su se po peti put u finalu Kupa maršala Tita 1984./85.

### Detalji utakmice
U prvoj utakmici, odigranoj 16. svibnja 1982. pred 50.000 ljudi na stadionu Maksimir u Zagrebu, Zvezda je rano povela golom Miloša Šestića u 16. minuti. Nakon poluvremena Dinamo je izjednačio preko Džemala Mustedanagića u 50. minuti, a deset minuta kasnije i poveo golom Snješka Cerina. Šest minuta prije posljednjeg zvižduka Dinamov branič Zvjezdan Cvetković matirao je Zlatka Krmpotića u petercu Dinama, a dosuđen je jedanaesterac za Crvenu zvezdu koji je Vladimir Petrović uspješno realizirao za konačnih 2:2.
U uzvratnoj utakmici odigranoj 23. svibnja 1982. u Beogradu, trener Crvene zvezde Branko Stanković u početnih jedanaest uvrstio je Dušana Savića. Savić, koji je prvu utakmicu u Zagrebu proveo na klupi. Savić je vrlo ranim utrčavanjima po desnoj strani stvorio nekoliko prigoda za Rajka Janjanina i Vladimira Petrovića. U 32. minuti Savić je na dugo dodavanje Milana Jankovića pogodio za 1:0. Četiri minute prije poluvremena Dinamo je izjednačio iz slobodnog udarca Zlatka Kranjčara, a minutu kasnije Marko Mlinarić krenuo je u solo prodor s centra i smjestio Snješku Cerinu na lagano ubacivanje za 2:1. Ranko Đorđić iz Crvene zvezde izjednačio je snažnim udarcem s ruba šesnaesterca u 67. minuti, a sedam minuta kasnije Miloš Šestić postigao je pogodak nakon dugog dodavanja Vladimira Petrovića kojim je rezultat preokrenuo u korist Crvene zvezde na ukupni rezultat 5:4. Savić je dodao svoj drugi pogodak tri minute prije kraja, čime je postigao gol za konačnih 4:2, odnosno ukupnih 6:4.

### Prva utakmica
| 16. svibnja 1982.          |             |                                |                                                                                   |
| Dinamo Zagreb              | 2:2         | Crvena zvezda                  | Stadion Maksimir, Zagreb Broj gledatelja: 50.000 Sudac: Edvard Šoštarič (Maribor) |
| Mustedanagić 49' Cerin 59' | (izvještaj) | 15' Šestić 84' (pen.) Petrović | Stadion Maksimir, Zagreb Broj gledatelja: 50.000 Sudac: Edvard Šoštarič (Maribor) |

| Dinamo | Crvena zvezda |

|                   |    |                     |        |
|                   |    |                     |        |
| G                 | 1  | Marijan Vlak        | Izašao |
| B                 | 2  | Petar Bručić        |        |
| B                 | 3  | Zvjezdan Cvetković  |        |
| B                 | 4  | Ismet Hadžić        | Izašao |
| B                 | 5  | Velimir Zajec       |        |
| B                 | 6  | Dragan Bošnjak      |        |
| V                 | 7  | Eddie Krnčević      |        |
| N                 | 8  | Snješko Cerin       |        |
| N                 | 9  | Zlatko Kranjčar     |        |
| V                 | 10 | Marko Mlinarić      |        |
| N                 | 11 | Stjepan Deverić     |        |
| Izmjene:          |    |                     |        |
| G                 | ?  | Tomislav Ivković    | Ušao   |
| N                 | ?  | Džemal Mustedanagić | Ušao   |
| Trener:           |    |                     |        |
| Miroslav Blažević |    |                     |        |

|                  |    |                       |        |
|                  |    |                       |        |
| G                | 1  | Dragan Simeunović     | Izašao |
| B                | 2  | Zlatko Krmpotić       |        |
| B                | 3  | Zoran Mališević       |        |
| B                | 4  | Boško Đurovski        |        |
| B                | 5  | Zdravko Borovnica     |        |
| B                | 6  | Ivan Jurišić          | Izašao |
| V                | 7  | Vladimir Petrović     |        |
| V                | 8  | Miloš Šestić          |        |
| N                | 9  | Ranko Đorđić          |        |
| B                | 10 | Milan Janković        |        |
| V                | 11 | Milko Đurovski        |        |
| Izmjene:         |    |                       |        |
| G                | ?  | Aleksandar Stojanović | Ušao   |
| V                | ?  | Ljubiša Rajković      | Ušao   |
| Trener:          |    |                       |        |
| Branko Stanković |    |                       |        |

### Druga utakmica
| 23. svibnja 1982.                   |             |                        |                                                                                          |
| Crvena zvezda                       | 4:2         | Dinamo Zagreb          | Stadion Crvena zvezda, Beograd Broj gledatelja: 60.000 Sudac: Damir Matovinović (Rijeka) |
| Savić 31' 87' Đorđić 66' Šestić 73' | (izvještaj) | 41' Kranjčar 45' Cerin | Stadion Crvena zvezda, Beograd Broj gledatelja: 60.000 Sudac: Damir Matovinović (Rijeka) |

| Crvena zvezda | Dinamo |

|                  |    |                       |     |
|                  |    |                       |     |
| G                | 1  | Aleksandar Stojanović |     |
| B                | 2  | Zlatko Krmpotić       |     |
| B                | 3  | Zoran Mališević       |     |
| B                | 4  | Boško Đurovski        |     |
| B                | 5  | Zdravko Borovnica     |     |
| B                | 6  | Milan Janković        |     |
| V                | 7  | Vladimir Petrović     |     |
| V                | 8  | Miloš Šestić          |     |
| N                | 9  | Dušan Savić           |     |
| B                | 10 | Rajko Janjanin        | 61' |
| V                | 11 | Milko Đurovski        | 46' |
| Izmjene:         |    |                       |     |
| V                | ?  | Srebrenko Repčić      | 46' |
| V                | ?  | Ranko Đorđić          | 61' |
| Trener:          |    |                       |     |
| Branko Stanković |    |                       |     |

|                   |    |                    |     |
|                   |    |                    |     |
| G                 | 1  | Tomislav Ivković   |     |
| B                 | 2  | Emil Dragičević    |     |
| B                 | 3  | Zvjezdan Cvetković |     |
| B                 | 4  | Dragan Bošnjak     |     |
| B                 | 5  | Velimir Zajec      |     |
| B                 | 6  | Srećko Bogdan      |     |
| V                 | 7  | Eddie Krnčević     |     |
| N                 | 8  | Snješko Cerin      |     |
| N                 | 9  | Zlatko Kranjčar    | 80' |
| V                 | 10 | Marko Mlinarić     |     |
| N                 | 11 | Zoran Panić        | 85' |
| Izmjene:          |    |                    |     |
| N                 | ?  | Željko Hohnjec     | 80' |
| N                 | ?  | Drago Dumbović     | 85' |
| Trener:           |    |                    |     |
| Miroslav Blažević |    |                    |     |

## Poveznice
- Prva savezna liga 1981./82.
- Druga savezna liga 1981./82.
- 3. ligaški rang 1981./82.

## Vanjske poveznice
- Utakmice koje se pamte: Crvena zvezda – Dinamo 4:2 (1982)
- RSSSF
- Jugoslavija - Detalji finala Kupa 1947.-2001
- exyufudbal.in.rs
- lavkup.com
- bihsoccer.com